# Equinox (jeu vidéo)
Pour les articles homonymes, voir Equinox (homonymie).
Equinox, connu au Japon sous le nom de Solstice II (ソルスティスII), est un jeu vidéo d'aventure/réflexion développé par Software Creation Ltd. et édité par Sony Imagesoft en 1993 sur Super Nintendo. Il s'agit de la suite du jeu Solstice sorti en 1989 sur NES.

## Synopsis
Shadax le sorcier, héros du précédent volet, a été capturé et emprisonné par son ancienne apprentie, Sonia, dans la forteresse de cette dernière. Glendaal, le fils de Shadax et seul sorcier disposant de pouvoirs suffisants pour vaincre la sorcière maléfique, part donc à la recherche de son père. Lors de son périple, il devra traverser des centaines de pièces, réparties sur huit niveaux, remplies de pièges mortels à déjouer et de séries d'énigmes plus retorses les unes que les autres à résoudre.

## Système de jeu
Glendaal devra traverser huit donjons ayant chacun un thème propre, fournissant un total de plus de 450 salles dans lesquelles le héros sera amené à naviguer. Il peut sauter et se déplacer dans les 4 directions orthogonales. Dans chacun des donjons, il doit collecter douze orbes (tokens) pour affronter un gardien qui, une fois battu, libère le passage vers le donjon suivant. Ces orbes sont disséminés dans les salles du donjon, soit posés de façon visible sur un bloc, soit lâchés après avoir tués tous les ennemis d'une salle. Les salles présentent bien souvent une énigme à résoudre selon les principes de la 3D isométrique.
Contrairement à son père, Glendaal a la possibilité d'utiliser des armes et sortilèges afin de combattre les ennemis, mais ils doivent au préalable être découverts et récupérés, à raison d'une arme et d'un sort différents par donjon. Il acquerra par exemple la capacité de ralentir les mouvements des ennemis, ou de se soigner. En effet, le moindre contact physique avec un ennemi ou des piques fait perdre un point de santé, et force à recommencer l'objectif de la salle. De la même manière que Shadax, Glendaal pourra pousser certains blocs pour l'aider à atteindre des zones hors de portée, il trouvera également des blocs fantômes, ou a contrario des blocs qui disparaissent sous ses pieds. 
Des nouveautés structurelles font leur apparition par rapport à Solstice, les donjons ont le plus souvent plusieurs points d'entrée, accessibles au travers d'une zone extérieure représentée à travers le mode 7 de la Super Nintendo. De même, il peut également sortir du donjon pour revenir à l'extérieur, permettant au passage au joueur de sauvegarder sa progression pour la reprendre à ce point précis s'il était amené à perdre tous ses points de santé. Au sein de la zone sus-mentionnée, Glendaal peut tomber sur des rencontres aléatoires avec des trolls ou des chauves-souris, lui procurant points de santé et de magie au terme d'un combat. Une fois revenu dans les donjons, Glendaal est également amené à récupérer des clés de différentes couleurs qui permettent d'ouvrir une unique porte de ladite couleur. Une porte multicolore implique de tuer tous les ennemis présents afin de déverrouiller le passage. Il existe également des passages secrets entre les salles qui ne sont pas explicitement représentés par une porte ou une flèche. 

## Réception
Equinox a reçu le prix « Best Ad » (« Meilleure publicité ») en 1994, décerné par le magazine Electronic Gaming Monthly.
Le jeu reçoit des notes et des avis, dans leur grande majorité, positifs. La longue durée de vie est acclamée, ainsi que les graphismes très détaillés pour une console de la génération 16-bits. Les bruitages et la musique de Tim Follin reçoivent également des éloges. Les principales critiques se dirigent contre la difficulté largement exagérée dans certaines salles, ainsi que contre la jouabilité souvent lourde du héros et confuse liée à la 3D isométrique. L'absence de carte pour chaque donjon est mal-perçue, d'autant qu'elle était présente sur le premier épisode sorti sur NES, obligeant ainsi bien souvent à se munir d'un papier et d'un crayon pour réaliser ses propres plans pour se repérer entre les salles. Enfin, comme pour l'épisode NES, l'absence d'un véritable scénario est souvent relevée, mais ne constitue pas un élément déterminant de ce type de jeu. 